# Бреэн
Бреэ́н (фр. Bréhain) — коммуна на северо-востоке Франции, регион Гранд-Эст (бывший Эльзас — Шампань — Арденны — Лотарингия), департамент Мозель. Относится к кантону Дельм.	

## Географическое положение
Бреэн расположен в 36 км к юго-востоку от Меца. Соседние коммуны: Виллер-сюр-Нье на севере, Мартий на северо-востоке, Ашен на востоке, Белланж и Дален на юго-востоке, Ваннкур на юге, Шато-Бреэн на юго-востоке, Шикур и Фремери на северо-западе.
Коммуна относится к природно-историческому региону Сольнуа. Стоит на реке Нье-франсэз.

## История
- История Бреэн тесно связана с соседними Шато-Бреэн и Мартий.
- В 1737 году при Франсуа III коммуна перешла к Австрии.
- В 1766 году после смерти Станислава Лещинского стала французской.

## Демография
По переписи 2008 года в коммуне проживало 99 человек.

## Достопримечательности
- Развалины замка в Шато-Бреэн.
- Фонтан Сен-Венделена, который согласно легенде обладал магическими свойствами.
- Памятник павшим в сражении 20 августа 1914 года в Первую мировую войну.